# Kulpahar
Kulpahar (ook wel gespeld als Kul Pahar) is een nagar panchayat (plaats) in het district Mahoba van de Indiase staat Uttar Pradesh.

## Demografie
Volgens de Indiase volkstelling van 2001 wonen er 17.437 mensen in Kulpahar, waarvan 52% mannelijk en 48% vrouwelijk is. De plaats heeft een alfabetiseringsgraad van 54%.